# Gaio Aquilio Floro
Gaio Aquilio Floro (in latino Gaius Aquillius Florus; fl. III secolo a.C.) è stato un politico e generale romano.

## Biografia
Fu eletto console nel 259 a.C., sesto anno della prima guerra punica; gli fu affidata la Sicilia con il compito di osservare e controllare i movimenti del generale cartaginese Amilcare durante l'autunno e l'inverno. Rimase al comando fino alla fine dell'estate del 258 a.C. come proconsole.
Sempre durante tale anno ricevette l'ordine di continuare l'assedio di Mytistratum, una piazzaforte cartaginese che aveva già procurato notevoli perdite. Dopo un feroce assedio di sette mesi e dopo il congiungimento delle legioni di Floro con quelle del console Aulo Atilio Calatino, la fortezza venne conquistata e gli abitanti o trucidati sul posto o venduti come schiavi.
Per questa vittoria fu concesso a Floro l'onore del trionfo il 5 ottobre 258 a.C..